# 五庄屋 (床島堰)

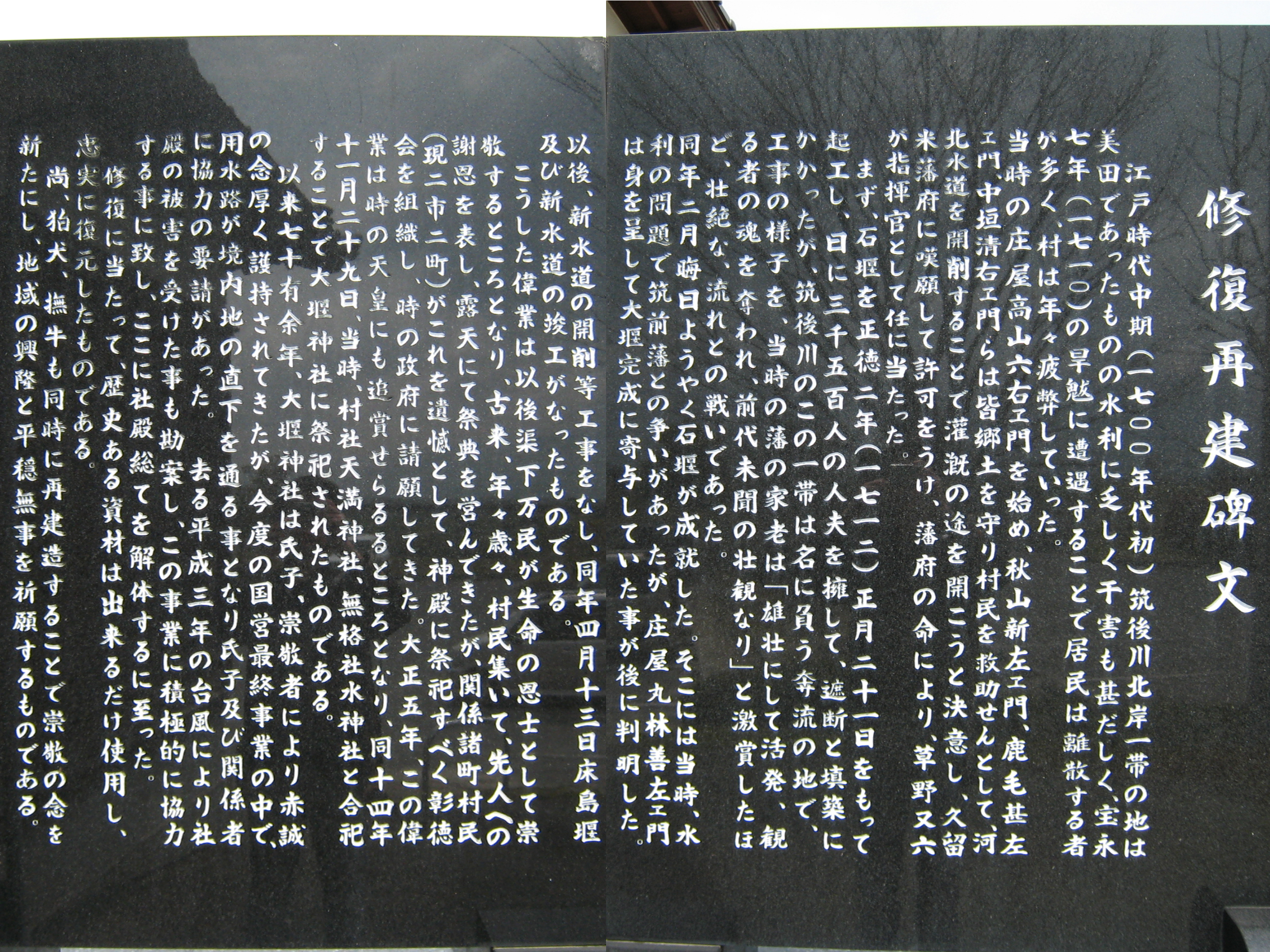
草野又六と五庄屋の偉業が刻まれた、大堰神社の修復再建碑文

五庄屋（ごしょうや）とは、江戸時代中期、筑後川の中流、床島堰起工に貢献した5人の庄屋、鏡村（現福岡県久留米市北野町金島）高山六右衛門、八重亀村（現久留米市北野町八重亀）秋山新左衛門、高島村（現久留米市北野町金島）鹿毛甚右衛門、稲数村（現久留米市北野町稲数）中垣清右衛門、早田村（現久留米市田主丸町八幡）丸林善左衛門である。
帚木蓬生の歴史小説『水神』のモデルとなった、うきは市の大石堰起工に貢献した五庄屋とは別の5人の庄屋であり、時代と地域も異なる。

## 歴史
江戸時代中期（1700年代初）筑後川北岸一帯の地は美田であったものの水利に乏しく干害の甚だしく、宝永7年（1710）の干魃に遭遇することで居民は離散する者が多く、村は年々疲弊していった。
当時の庄屋高山六右衛門を始め、秋山新左衛門、鹿毛甚右衛門、中垣清右衛門らは皆郷土を守り村民を救助せんとして、河北水道を開削することで灌漑の途を開こうと決意し、久留米藩府に嘆願して許可を受け、藩府の命により、草野又六が指揮官として任に当たった。
まず、石堰を正徳2年（1712）正月21日をもって起工し、日に3500人の人夫を擁して、遮断と填築にかかったが、筑後川のこの一帯は名に負う奔流の地で、工事の様子を、当時の藩の家老は「雄壮にして活発、観る者の魂を奪われ、前代未聞の壮観なり」と激賞したほど、壮絶な、流れとの戦いであった。
同年2月晦日ようやく石堰が成就した。そこには当時、水利の問題で筑前藩との争いがあったが、庄屋丸林善左衛門は身を呈して大堰完成に寄与していたことが後に判明した。
以後、新水道の開削等工事をなし、同年4月13日床島堰及び新水道の竣工がなったものである。

## 人物
鏡村庄屋　高山六右衛門
床島堰起工の発端となった最も重要な人物。
年齢30歳、かねてから新田開墾の志を持っていたが、念願の伊勢参宮で見聞をひろめて益々その志を固めていた。その後「ふじの根や三葉四葉の富草の…」という連歌の句を夢に見た。それは念願の新田成就、子孫繁栄の吉夢だと励まされた。宝永7年（1710）には大干魃のために百姓が村を離れるのを見て、いよいよ意を決し、久留米藩へ出願する。
筑前よりの抗議で工事が延期となった1711年12月には、高良神社で7日間の断食祈願を行った。
一応出来上がった堰が予想以上に水漏れが多く、新溝への水乗りが不十分であったが、六右衛門の案により、草野又六の許可を得て、成功に導いた。迅速かつ夜陰に作業することで、筑前領との紛争を起こす暇なくするためで、智略非凡であることが窺える。
八重亀村庄屋　秋山新左衛門
高島村庄屋　鹿毛甚右衛門
稲数村庄屋　中垣清右衛門
六右衛門と共に決死の覚悟でいかなる難問題がおこっても必ずこの事業をやりとげると固い約束をした庄屋達。
水道工事について久留米藩への出願にあたり、この4人を中心にして関係のある村々が立ち上がった。
合計28ヶ村で昼夜兼行で願書を書き上げ、清書、いざ提出というときになって、7ヶ村が離脱し、残りの21ヶ村の連判で願書を1710年10月提出した。
この間における北野村大庄屋秋山善左衛門の援助斡旋も力があった。
早田村庄屋　丸林善左衛門
自村は床島堰による利益がないにもかかわらず、公益のため、一命を賭した義侠の人であり、隠れた功労者。
1712年4月竣工した床島堰は新田を灌漑し、かなりの収穫をあげられるようになったが、船通しがあるため、多量の水の無駄があり、1714年船通し変更の改修工事を行うことになった。
工事の中程に、竹野郡早田村（現久留米市田主丸町八幡）の領分であったが、久しく荒蕪地となっていて境界不明の土地があった。
筑前領の長田村（現朝倉市蜷城）はこの地に接し、船通しを閉鎖されると土地が湿り洪水の際は多くの被害を受け、さらに船の不便や黙っていては筑後領になると思い、この土地を筑前領だと言ってこの工事を妨害した。
早田村庄屋　丸林善右衛門は直接床島堰の利益を受ける立場になかったが、強く自村の所有権をもって対抗し、筑後側の施工の便宜に懸命の努力をした。
工事の際乱闘になり、善左衛門は長田村に連れ去られてしまった。昼夜厳しく責め立てられたが、屈しなかった。約３ヶ月監禁と呵責によって身体の自由を失い、ついに病を得てこの世を去った。
善左衛門はこの工事により利益はないだけでなく、支配地を失うこととなるがあえてこれを顧みず公益のために一身一家を犠牲にしたものである。子の善六もまた父に劣らぬ義侠の人であった。このような丸林父子の事績は丸林家所蔵の文書に詳しく記されている。
草野又六
床島堰難工事の普請総裁判（指揮官）の任に当たり、懸命に勤めた人物。
山本郡蜷川村鹿毛宗五郎の次男で、同郡草野村草野五左衛門の養子になっていた。水利開墾、土木工事の技術に長じ、才知、決断力、勇気など抜群であったので士分にとりたてられ、信任が厚かった。
1712年1月工事が始まった。難工事は覚悟していたが、その堰止工事の困難さは尋常では無く、さすがの又六も施す術無く、すっかり失望し蜷川村の実家に帰り、心労のあまり病床につかんばかりであった。ところが、実母はよほどの賢母であったのであろうか。又六を門前に呼び出して、耳納の連山を指し、「あの耳納山を見よ。あれだけの土や石があるではないか。あの土石をもってしても、筑後川を堰き止めることはできないのか。」と厳然として励ました。
又六は母の言葉に努力不足を反省し、勇気百倍、奮然として立ち上がった。山々から数十万の大石、近村の墓石、小石を古船に積み、船と共に水底に沈めるなどの方法で、2月末日3500人の人夫を全て堰に集めいっせいに作業を開始した。巡視中の家老有馬壱岐は思わず「前代未聞の壮観」と叫んだという。
1714年の船通し変更の改修工事では、丸林善左衛門の義侠に助けられ、成功した。

## 表彰
床島堰工事には鏡村庄屋高山六右衛門の功労が大であったので、久留米藩主から米石の下賜恩命がある旨伝えたが、六右衛門は「神仏の加護と上司の骨折り、更に時節が到来していたからで、自分は何の功績もありません」と固辞して受けなかった。
明治19年（1886）時の県令（県知事）は草野又六と五庄屋に対し、生前の功労を表彰し、金30円を贈った。
大正5年（1916）大正天皇から草野又六と五庄屋に対し贈従五位のご沙汰があった。

## 大堰神社
大正14年（1925）草野又六と五庄屋の徳をたたえて天神様として水神様と合祀した大堰神社が現三井郡大刀洗町にある。
尚、大堰神社修復再建碑文には、五庄屋の氏名の「衛」が全て→「ヱ」、鹿毛甚「右」衛門→鹿毛甚「左」ヱ門と記されている。

## 校歌に「五庄屋」が歌われている学校
- 北野町立千歳中学校（設立時は大城金島大堰三村組合立、焼失廃校）
- 久留米市立金島小学校
- 大刀洗町立大堰小学校